# Завод азотної хімії у Арзу
Завод азотної хімії у Арзу – підприємство хімічної промисловості, яке працює на північному заході Алжиру.
Проект реалізувала компанія Sorfert, засновниками якої з частками 51% та 49% виступили південнокорейська OCI Holdings (через нідерландську OCI N.V.) та алжирський державний нафтогазовий концерн Sonatrach. Першу продукцію отримали в 2013-му, а офіційний запуск майданчику припав на 2014 рік.
Завод має дві установки з виробництва аміаку добовою потужністю по 2200 тон (річна потужність рахується як 0,8 млн тон). Сировиною для них є природний газ, що надходить по газотранспортному коридору Хассі-Р'Мель – Арзу.
Продукція однієї установки аміаку призначена для експорту (озташування заводу в районі порту Арзу створює гарні логістичні умови для цього), тоді як друга установка живить лінію сечовини добовою продуктивністю 3450 тон (річна потужність рахується як 1,26 млн тон).